# Fietsbrug Egypte
De Fietsbrug Egypte is een fiets- en voetgangersbrug over de autosnelweg A74, ter hoogte van de Nederlandse plaats Tegelen in de buurtschap Egypte (gemeente Venlo). 
De brug maakte deel uit van de aanleg van de A74, welke fysiek en/of verkeerskundig aan moest sluiten op de Floriade 2012.

## Bruggegevens
Het materiaal is staal, met een hoogte van zes meter (de boog), een breedte van eveneens zes meter, en een totale overspanningslengte van 64 meter. De brug hangt vanaf het maaiveld dertien meter boven de snelweg en het stalen deel van de brug weegt 130 ton. Behalve voor fietsers en wandelaars is de brug geschikt als geleider voor vleermuizen. Hiertoe is vleermuisvriendelijke ledverlichting aangebracht in de bovenste stalen leuningregel aan beide zijden van de brug.